# Srečko Šabec
Srečko Šabec, slovenski agronom, strokovnjak za mlekarstvo, * 15. maj 1894, Šentpeter na Krasu (Pivka), † 29. maj 1981, Kranj.

## Življenje in delo
Starši so mu bili davčni uslužbenec Janez Šabec in Karolina (rojena Repar). Osnovno šolo in gimnazijo je obiskoval v Ljubljani, kje je leta 1915 tudi maturiral. Na italijanski fronti je bil ujet in konec vojne je dočakal v ujetništvu. V letih 1918−1922 je na dunajski Kmetijski visoki šoli študiral agronomijo ter leta 1923 diplomiral. V letih 1923−1926 je služboval na državnem posestvu Bilje. V šolskem letu 1926/1927 je bil upravnik Mlekarske šole v Škofji Loki. V tem času se je specializiral za mlekarsko tehnologijo, mikrobiologijo in preskušanje mleka in mlečnih izdelkov. Leta 1930 je na Agronomski fakulteti v Zagrebu je opravil profesorski izpit. Nato je bil direktor Državnega mlekarskega zavoda v Škofji Loki. Med vojno je poučeval na kmetijskih šolah na Koroškem, po vojni pa je bil ravnatelj na Kmetijski šoli v Kranju (1945/1946) in do upokojitve leta 1966 profesor na isti šoli.
Srečko Šabec je v raznih listih več kot 30 let objavljal strokovne članke. V letih 1927−1939 napisal več skript za splošno in posebno mlekarsko gospodarstvo, za živinorejo, za sirarstvo, mlekarsko strojništvo, mlekarsko zadružništvo ter preskušanje mleka in mlečnih izdelkov. Po drugi svetovni vojni pa je izdal tri učbenike: Tehnologija surovega masla (Ljubljana, 1965); Mlekarstvo za kmetijske šole (COBISS) in Osnove sirarske tehnologije : splošno sirarstvo . (COBISS) Uvedel pa je tudi tehnologijo za predelavo mleka v več vrst na Slovenskem malo ali še nepoznanih sirov ob dosledni uporabi čistih bakterijskih kultur in za njihovo gojitev izdelal še danes uporabno metodologijo.